# Burnt Mound von Meur
 Der Burnt Mound von Meur auf der schottischen Orkneyinsel Sanday wurde Anfang 2005 durch Küstenerosion, bei der einige Orthostaten freigelegt wurden, entdeckt und ausgegraben.
Bei der Ausgrabung fand sich im Zentrum einer durch Wälle definierten Raumbucht ein Steintrog. Die Bucht enthielt mindestens eine sekundäre Abteilung und einen durch Kragsteine abgedeckten Wasserspeicher mit Überlauf. Der ovale Platz war von einem Wall aus zerbrannten, mit Erde vermischten Steinen umgeben. Die Struktur des Burnt Mound, die mit anderen auf den Nördlichen Inseln vergleichbar ist (Liddle Burnt Mound), wurde zwischen dem späten 2. und der Mitte des 1. Jahrtausends v. Chr., also während der Bronzezeit, benutzt. Dies bestätigten Radiokarbondatierungen der gefundenen Tierknochen.
Die Belege von Meur und seiner Vergleichsobjekte zeigen, dass Kochen die primäre Funktion der Burnt Mounds war. Es wird angenommen, dass die Kochveranstaltungen in Form kommunaler Bankette abliefen, die dem Zweck dienten, die beschränkten Mittel der Insel zu optimieren und die Gruppenkohäsion zu erhalten. Das passt zu anderen Zeugnissen auf Sanday, die auf soziale und wirtschaftliche Stabilität während der Periode deuten. Da das Phänomen aber auf den gesamten Britischen Inseln und (sogar kulturübergreifend) verbreitet ist (Gargrube), ist nur ein überregionaler Hintergrund vorstellbar.